# Platyrrhinus guianensis
Platyrrhinus guianensis (Velazco & Lim, 2014) è un pipistrello della famiglia dei Fillostomidi diffuso nell'America meridionale.

## Descrizione

### Dimensioni
Pipistrello di piccole dimensioni, con la lunghezza totale tra 54 e 59 mm, la lunghezza dell'avambraccio tra 38 e 40 mm, la lunghezza del piede tra 10 e 12 mm, la lunghezza delle orecchie tra 16 e 17 mm e un peso fino a 15 g.

### Aspetto
Le parti dorsali sono marroni scure, più chiare sulle spalle, con la base dei peli più scura e con una striscia dorsale bianca brillante, che si estende dalla zona tra le spalle fino alla groppa, mentre le parti ventrali sono grigio scure. Il muso è corto e largo. La foglia nasale è ben sviluppata, lanceolata e gialla. Due strisce bianche sono presenti su ogni lato del viso, la prima si estende dall'angolo esterno della foglia nasale fino a dietro l'orecchio, mentre la seconda parte dell'angolo posteriore della bocca e termina alla base del padiglione auricolare.  Le orecchie sono larghe, triangolari, ampiamente separate e con i margini marcati di giallo. Il trago è piccolo, appuntito e giallo brillante. I piedi sono ricoperti densamente di lunghi peli brunastri. È privo di coda, mentre l'uropatagio è ridotto ad una sottile membrana lungo la parte interna degli arti inferiori, con il margine libero densamente frangiato con peli giallastri e a forma di U rovesciata.

## Biologia

### Alimentazione
Si nutre di frutta.

### Riproduzione
Danno alla luce un piccolo alla volta. Femmine gravide sono state catturate a gennaio, febbraio, aprile e settembre.

## Distribuzione e habitat
Questa specie è diffusa nella Guyana e nel Suriname.
Vive nelle foreste pluviali e nelle savane fino a 500 metri di altitudine.

## Conservazione
Questa specie, essendo stata scoperta solo recentemente, non è stata sottoposta ancora a nessun criterio di conservazione.